# Венеційсько-візантійська війна (1171—1175)
Венеційсько-візантійська війна 1171—1175 років — другий збройний конфлікт між и Венеційською республікою та Візантійською імперією. Це військове протистояння двох провідних держав Східного Середземномор'я за контроль над східною торгівлею відбувалось без значних битв, але тим не менш мало глибокі геополітичні наслідки.

## Прелюдія
У 1167 році Венеція та численні комуни північної Італії об'єдналися в Ломбардську лігу проти імператора Фрідріха Барбаросси, отримавши безпосередню підтримку базилевса Мануїла Комніна, який, маючи намір відвоювати Південну Італію, у свою чергу, підбурив Анконську республіку до повстання проти німецької Священної Римської імперії, відправивши в Адріатику флот під командуванням Доместика Сходу і Заходу Іоанна Дуки Ангела.

В протистоянні з Фрідріхом Барбароссою візантійський імператор сподівався на підтримку італійських морських республік, пропонуючи їм дружні відносини, підтвердження та розширення давніх торговельних привілеїв. Венеція, яка погано відносилась до іноземних втручань в справи Адріатичного регіону, який вона вважала своїм «внутрішнім морем», незважаючи на добрий прийом візантійських послів фактично відмовпила у підтримці.

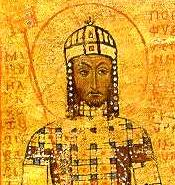
Басилевс Візантійської імперії Мануїл I Комнін

Роздратований, Мануїл намагався повернути значну частину Далмації під свій прямий контроль і підштовхнув анконців до серії піратських акцій в Адріатиці, які, однак, були швидко придушені флотом Венеції, в той час як Республіка у відповідь перервала торгіві відносини з Константинополем. Поступово ситуація нормалізувалась, але 12 березня 1171 року, після підпалу генуезької колонії Галата, в якій звинуватили венеційців, імператор наказав заарештувати всіх венеційських громадян, що перебували на території Візантійської імперії та конфіскувати усі їх товари та майно.
Цей акт зробив очевидними глибокі причини зіткнення через комерційну перевагу Венеції, починаючи з привілеїв, наданих хрисобуллою Олексія I Комніна 1082 р. і наступною хрисобуллою 1126 р Іоанна II . Фактично ситуація стала такою, що багатовіковий альянс між Венеційським герцогством і Східною імперією перетворився на смертельні обійми, які задушили візантійську економіку під тягарем нескінченних винятків і монополій венеційських купців: зіткнувшись із такими У цій ситуації імператор Мануїл змушений був віддавати перевагу Генуї та Пізі, намагаючись стримати надмірну владу Венеції, ціною ризику прямого конфлікту. Пожежа в Галаті та подальша реакція імперії, незалежно від того, чи була відповідальність Венеційської держави цілком чи лише частково, були лише останніми епізодами тривалої комерційної війни, що почалася на левантійських ринках між італійськими морськими державами та самою Східною імперією, оскільки а також на політиці та дипломатії, з реальними актами піратства, які межували з відкритою війною.

## Розвиток протистояння

### Експедиція дожа Вітале II Мікеле 1171-1172 років

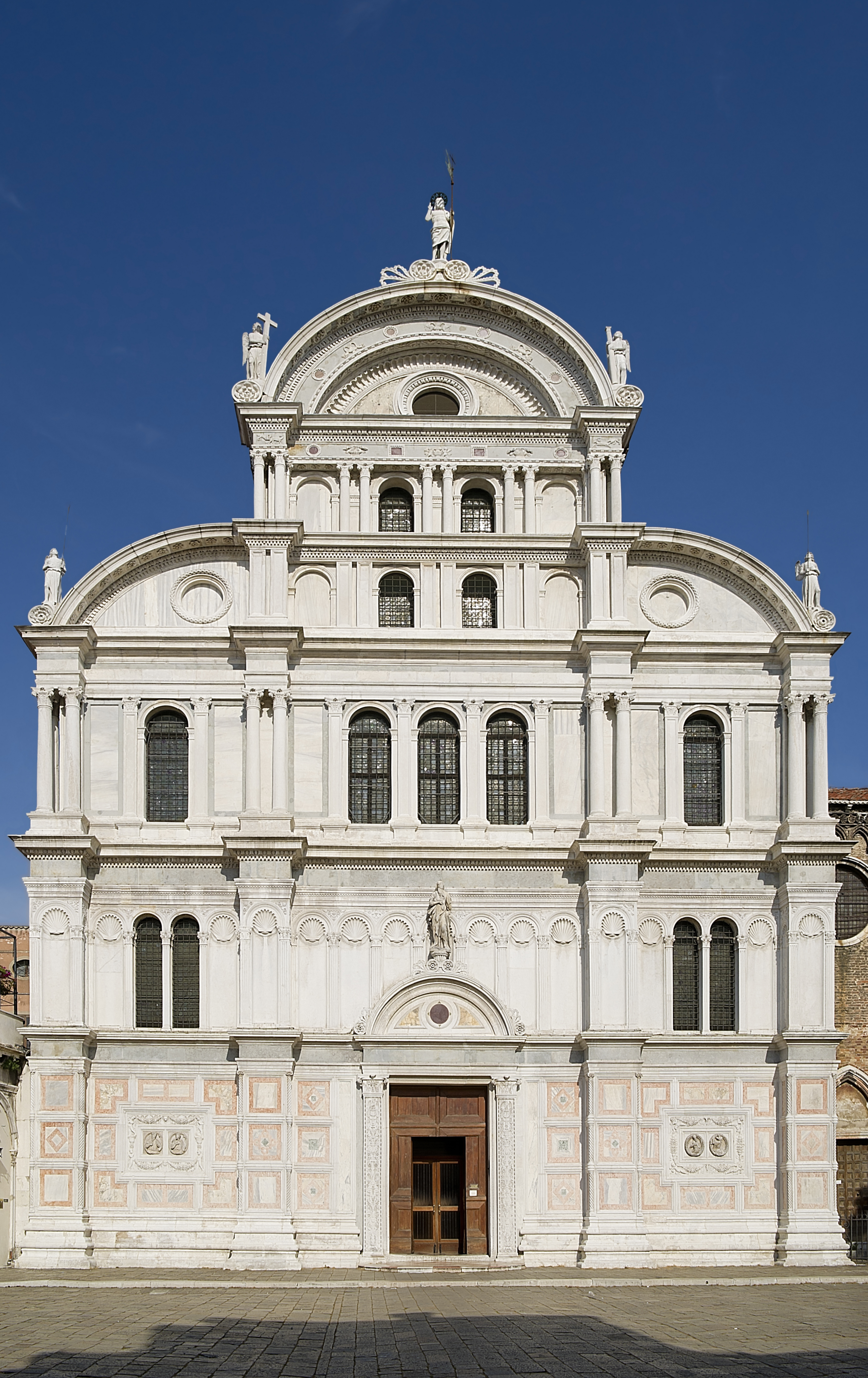
Церква Сан-Заккарія у Венеції, де було вбито дожа Вітале II Мікеля

Коли до Венеції дійшла приголомшлива звістка про арешт майже десяти тисяч громадян тільки в Константинополі, вибухнув спалах громадського обурення і війна стала неминучою. Було видано наказ про повернення до метрополії всіх відсутніх громадян і залучення приватних позик, для гарантії яких було створено Banco Giro, перший приклад публічного банку в Європі, тоді як міста Істрії та Далмації були зобов'язані дотримуватися договорів про постачання військово-морських контингентів. За шість місяців на Венеційському арсеналі було збудовано приблизно сотню галер і двадцять «круглих» кораблів, які у вересні 1171 року вирушили у плавання у складі венеційського флоту на чолі з дожем Вітале II Мікеле. Вочевидь, Вітеле Мікеле планував повторити переможні венеційські каральні експедиції 1122—1126 років, здійснені дожем Доменіко Мікеле, предка Вітале, які зламали візантійський опір комерційному проникненню купців республіки Сан-Марко на ринки Візантії.
Флот спочатку завітав у Рагузу, яка відмовилася постачати Венеції потрібні кораблі, і продовжив курс до Егейського моря, напавши на Негропонте, візантійський намісник якого представив мирну пропозицію імператора, який тим часом бачив, як його сили посилилися контингентами пізанців та генуезців. Перемир'я, протягом якого відбувались переговори, в яких брали участь майбутні дожі Себастьяно Дзіані, Оріо Мастроп'єро та Енріко Дандоло, дозволило грекам виграти час, коли венеційський флот був змушений відступити від Негропонте на Хіос, щоб перечекати там зиму. Скупченість і суворі умови життя на галерах призвели до поширення серед венеційських екіпажів хвороб, так що зрештою з приходом весни залишки венеційського флоту були змушені з ганьбою повернутися до Венеції.
28 травня 1172 року дож, звинувачений політичними супротивниками у трагедії флоту через те, що прийняв підступні переговори імператора, шукав притулку в монастирі Сан-Дзаккарія, але все одно був убитий. Смерть Вітале II стала приводом для політичних потрясінь і глибокого перегляду конституції республіки, який остаточно позбавив народні Загальні збори політичної влади та передав повноваження обрання дожа патриціату, який утворив новий суверенний орган, Велику раду.

### Події 1173-1175 років
Новий дож, Себастьяно Дзіані, послав до імператора Візантії своїх послів щоб спробувати відновити мир і відкрити шлях для торгівлі. Однак зіткнувшись із затягуванням переговорів і, перш за все, з новинами про катастрофічну поразку Мануїла в битві при Міріокефалі, Дзіані знову почав підготовку до збройного протистояння.
У 1173 році навіть було укладено угоду з самим Фрідріхом Барбароссою, який на той момент був у конфлікті з Ломбардською лігою, але тим не менш отримав підтримку від венеційського флоту в облозі Анкони в 1174 році, яка закінчилась поразкою імперсько-венеційських сил.
У вересні 1175 року було укладено союз між Венецією та королем Сицилії Вільгельмом II, історичним суперником Візантії. Це змусило Мануїла, який на той момент перебував у важкому становищі після остаточної втрати Малої Азії, нарешті укласти мир. Імператор Візантії погодився повернути свободу і майно венеційським колоністам на територіях імперії та виплатити тисячу п'ятсот фунтів золота, а також відновити попередні торгові привілеї венеційців на території Візантійської імперії.

## Наслідки
Незважаючи на нечисленні військові епізоди, цей конфлікт спричинив важкі та довготривалі наслідки для обох суперників, як для Візантії, яка опинилася наприкінці конфлікту зі спустошеною скарбницею та зруйнованою торгівлею, так і для Венеції. Інституційна криза, спричинена невдалою експедицією Вітале II Мікеля проти Візантії, по суті, ознаменувала остаточний перехід Республіки Сан-Марко від політичної системи, що складалася з елементів монархічної, аристократичної та демократичної систем, до повністю аристократичної системи, яка швидко консолідувалася і протривала до падіння республіки в XVIII столітті.
Наслідки конфлікту ще більше загострили взаємну недовіру між венеційцями та візантійцями та, загалом, між візантійцями та латинянами. Врешті-решт це призвело до різанини латинян у Константинополі в 1181 році під час короткого періоду правління Олексія II Комніна, потім вторгнення сицилійських норманів за часів Андроніка I Комніна, і нарешті, захоплення Константинополя під час Четвертого хрестового походу дожем Енріко Дандоло, колишнім послом Венеції при дворі імператора Мануїла під час Венеційсько-візантійської війни 1171—1175 років.